# Stanisław Tilich
Stanislaw Rudi Tillich (lužickosrbsky Stanisław Tilich, * 10. dubna 1959, Neudörfel) je čelný německý politik lužickosrbské národnosti, člen CDU, od 28. května 2008 do 12. prosince 2017 třetí předseda vlády Svobodného státu Sasko a bývalý prezident Spolkové rady.
Dne 18. října 2017, tj. zhruba tři týdny po neuspokojivém výsledku CDU ve volbách do Německého spolkového sněmu, veřejně oznámil svůj záměr odstoupit k prosinci roku 2017 z funkce ministerského předsedy Svobodného státu Sasko, a to s vůlí předat funkci někomu mladšímu. Jako budoucího kancléře za sebe navrhl svého stranického kolegu Michaela Kretschmera.

## Život
Stanislaw Tillich se narodil v malé vesnici Neudörfel (srb. Nowa Wjeska), kde se naprostá většina (89%) obyvatel stále hlásí k hornolužické národnosti. Jeho otec Rudi Tillich (1929-2007) a matka Katharina rozená Korjeńkec (1931) byli aktivními členy Domowiny a v rodině se mluvilo výhradně lužickou srbštinou, takže dle svých slov se německy musel naučit od sousedů. Přestože se každý z rodičů hlásil k jiné konfesi, otec k evangelické a matka ke katolické, svého syna vychovali jako katolíka.
Absolvoval srbskou základní školu v Panschwitz-Kuckau (Pančicy-Kukow) a poté navštěvoval lužickosrbské gymnázium v Budyšíně, kde taky v roce 1977 složil maturitní zkoušku. Po splnění základní vojenské služby (1977-1979) studoval strojírenství na Technické univerzitě v Drážďanech (1979-1984), a následně nastoupil do státního elektrotechnického podniku ve městě Kamenz (Kamjenc). V letech 1987-1989 působil v okresní správě Kamenze a dokončil postgraduální studium v Lipsku. S pádem Berlínské zdi načas přešel do podnikatelské sféry, ale od roku 1995 se rozhodl plně věnovat politické dráze.
Stanislaw Tillich je ženatý, s manželkou Veroniku (1959) mají dvě děti, Milana (1981) a Danu (1983). V dubnu 2015 se přestěhovali z Pančicy-Kukow a nyní bydlí v Weißen Hirsch u Drážďan. Tillichův tchán je původem Polák, který byl za války nasazen v Lužici na nucené práce, oženil se zde však s Lužickou Srbkou a do Polska se už nevrátil.

## Politický život
Tillichova politická kariéra začala v říjnu 1987 vstupem do strany Křesťanskodemokratické unie (zkráceně CDU). V květnu 1989 se stal místopředsedou okresní správy Kamenz, v března 1990 byl zvolen poslancem prvního celoněmeckého spolkového parlamentu. Mezi lety 1994 až 1999 působil jako poslanec v Evropském parlamentu a jako místopředseda rozpočtového výboru Evropské unie. Od roku 1992 až do 1999 byl členem předsednictva Evropské lidové strany.
V roce 1999 přešel z Bruselu do regionální politiky, od voleb 2004 zastává mandát v saském zemského sněmu. Vykonával funkci saského ministra pro spolkové a evropské záležitosti (1999-2002), vedoucího saského kancléřství (2002-2004), saského ministra životního prostředí a zemědělství (2004-2007) a saského ministra financí (2007-2008). Dne 28. května 2008 ho zemský sněm zvolil saským premiérem, kterýžto post dokázal obhájit i ve volbách 2009 a 2014. Od roku 2010 patří k nejužšímu vedení spolkové strany CDU (20členná výkonná rada), v letech 2015 a 2016 pak předsedal horní komoře (Spolkové radě) německého parlamentu. Jako zástupce Saska působí od října 2016 ve výboru pro věci zahraniční.
Dle průzkumů veřejného mínění si v roce 2012 Tillichova saská CDU udržovala nejvyšší úroveň podpory ze všech německých politických stran ve všech 16 spolkových státech; pročež komentátoři Tillicha označili jako „druhého nejmocnějšího politika z bývalého komunistického východu (Německa)“ hned po kancléře Angele Merkelové. Stanislaw Tillich je oceňován pro své jazykové dovednosti, díky kterým může s polskými i českými představiteli vést dialog bez tlumočníka. Kromě rodné hornolužické srbštiny a němčiny totiž mluví plynně polsky a dobře zvládá i angličtinu, francouzštinu a češtinu, v omezené míře snad i italštinu a ruštinu.